# (2668) Tataria
(2668) Tataria (1976 QV; 1969 RH1; 1976 SV; 1980 VS) ist ein ungefähr fünf Kilometer großer Asteroid des inneren Hauptgürtels, der am 26. August 1976 vom russischen (damals: Sowjetunion) Astronomen Nikolai Stepanowitsch Tschernych am Krim-Observatorium (Zweigstelle Nautschnyj) auf der Halbinsel Krim (IAU-Code 095) entdeckt wurde.

## Benennung
(2668) Tataria wurde nach der ehemaligen Tatarischen Autonomen Sozialistischen Sowjetrepublik benannt.